# José Francisco Gallardo Rodríguez
José Francisco Gallardo Rodríguez (Atotonilco el Alto, Jalisco, 6 de octubre de 1946 - 29 de abril de 2021), mencionado continuamente como general Gallardo, fue un militar (en grado de general brigadier del Ejército Mexicano) y profesor universitario mexicano. Fue encarcelado entre 1993 y 2002 por haber propuesto la creación de un ombudsman militar, fue considerado un preso de conciencia por Amnistía Internacional.

## Biografía

### Primeros años
Fue hijo del mayor Salvador Gallardo Ochoa y de Genoveva Rodríguez Beas. Se graduó en ciencias políticas y administración pública en la Facultad de Ciencias Políticas y Sociales (FCPyS) de la Universidad Nacional Autónoma de México (UNAM), y obtuvo los grados de maestro y doctor en administración pública en esta institución. También realizó sus estudios de posdoctorado en estudios latinoamericanos en el Instituto de Investigaciones Económicas, en el Observatorio Latinoamericano de Geopolítica (OLAG) y en el CELA de la FCPyS de la UNAM. Fue profesor de la UNAM.[cita requerida]

### Trayectoria militar
Ingresó al Ejército Mexicano como cadete numerario, el 14 de febrero de 1963, y ascendió a subteniente de caballería al término satisfactorio del curso de formación correspondiente en el plantel citado, el 1 de enero de 1967. Dos años después, el 1 de enero de 1969, fue ascendido a teniente de caballería. Posteriormente, el 20 de noviembre de 1972, fue ascendido a capitán segundo de caballería, y el 20 de noviembre de 1975 fue ascendido a capitán primero de caballería. El 20 de noviembre de 1978 fue ascendido a mayor de caballería, el 20 de noviembre de 1982, a teniente coronel de caballería, y el 1 de enero de 1986, a coronel de caballería, grado que fue ratificado por la Cámara de Senadores el 17 de octubre de 1986.[cita requerida]
Desempeñó varios cargos y comisiones dentro de la orgánica militar, en los cuerpos de tropa del Arma de Caballería, escuelas militares y Estado Mayor de la Secretaría Defensa Nacional. Se reconoció un hecho de armas en la campaña contra enervantes, en 1969. Fue distinguido por el presidente de la República en 1971 con mención honorífica. Obtuvo varias condecoraciones de Perseverancia, por pertenecer al Activo del Ejército. Logró la condecoración de Mérito Docente, como instructor en el Heroico Colegio Militar, en la Escuela Superior de Guerra y director de la Escuela Militar de Equitación. Por servir con celo a la institución armada en 1988, se le otorgó la condecoración de Servicios Distinguidos en el Ejército. Además, destacó en varios deportes y participó en los Juegos Olímpicos de Seúl de 1988. En 1989, habría obtenido el grado de general brigadier.

### Periodo en prisión
"(José Francisco Gallardo) defendió la naturaleza civil de la Guardia Nacional y su sujeción a un mando civil, nunca militar, porque estaba de por medio la soberanía nacional, no sólo las violaciones a los derechos humanos." Miguel Concha Malo, director del Centro de Derechos Humanos Fray Francisco de Vitoria, en homenaje al general Gallardo, septiembre 2021.

Fue encarcelado el 9 de noviembre de 1993 por haber propuesto un ombudsman militar, un defensor de los derechos humanos tanto para civiles como para militares por el indebido actuar del Ejército. Esta propuesta, publicada en la revista Forum, es un extracto de su tesis de maestría en la Facultad de Ciencias Políticas y Sociales de la Universidad Nacional Autónoma de México, por lo que Amnistía Internacional lo catalogó como preso de conciencia el 5 de mayo de 1997 y solicitó al gobierno de México que lo liberaran de inmediato, tal y como se indica en su informe de la disidencia silenciada (véase el primer enlace externo).[cita requerida]
Posteriormente, el secretario de la Defensa Nacional instauró dos Consejos de Guerra en contra del general Gallardo y lo sentenció a veintiocho años de prisión, aun cuando fue absuelto por tribunales federales en 7 de 9 causas penales, y se le otorgaron 36 amparos de la justicia federal, y se eliminaron 24 de 27 delitos de las 16 averiguaciones abiertas en su contra, situación que la Comisión Interamericana de Derechos Humanos de la Organización de los Estados Americanos determinó como una desviación de poder gubernamental con tal de mantenerlo en prisión a través de actos aparentemente legales, violentando así sus derechos a la integridad personal, garantías, honra, dignidad y protección judicial, de conformidad con los artículos 5.º, 7.º, 8.º, 11.º y 25.º de la Convención Americana sobre Derechos Humanos, por lo que solicitó al gobierno de México su inmediata liberación, como parte de su Informe Oficial 43/96, indicado en el segundo enlace externo.[cita requerida]
El alto mando militar intentó retirarle el grado de general el 8 de octubre de 1998. Sin embargo, el 21 de septiembre de 1999, el Quinto Tribunal Colegiado en Materia Administrativa le otorgó el amparo y la protección del Poder Judicial de la Federación, por lo que todos los señalamientos como exgeneral quedaron sin efecto legal. Por lo tanto, cuando fue candidato a la gubernatura del estado de Colima apareció como "general Gallardo" en todos los documentos oficiales e incluso en la boleta de campaña; se anexa el reportaje correspondiente en el cuarto enlace externo. Sin embargo, la campaña de difamación, persecución y hostigamiento en contra del general Gallardo prosiguió abiertamente durante varios años más, hasta que finalmente fue denunciada, dictaminada y detenida por la Comisión Interamericana de Derechos Humanos.
Sin embargo, el Estado mexicano rechazó el dictamen internacional, razón por la cual dicha Comisión turnó el expediente a la Corte Interamericana el 18 de diciembre de 2001, cuyas sentencias son vinculantes según la Convención Americana de la OEA, tratado internacional firmado por México y sustentado por el Artículo 133.º Constitucional, momento en que el gobierno de México decidió liberarlo, por decreto presidencial (y en cumplimiento de la resolución 43/93 (caso 11,430), emitida por la Comisión Interamericana de Derechos Humanos de la Organización de Estados Americanos del 15 de octubre de 1996) de manera inmediata el 7 de febrero de 2002, otorgando además las medidas de protección solicitadas para el general Gallardo y su familia, a través de la asignación de dos patrullas con ocho agentes del Grupo Especial de Reacción Inmediata de la Procuraduría General de Justicia del Distrito Federal, tal y como se indica en la resolución del presidente de la Corte del 14 de febrero del mismo año.

### Trayectoria política
Fue candidato a la gubernatura del estado de Colima por Morena en las elecciones estatales de 2015, donde obtuvo el 1.27 % de los votos, y en las elecciones extraordinarias de 2016, donde obtuvo el 0.81 % de los votos.

### Muerte
Falleció el 29 de abril de 2021 por complicaciones derivadas de la COVID-19.

## Obra escrita
Destaca, sobre todo, su libro La necesidad de un ombudsman militar (editado por Flores Editor en el 2012).
Fue colaborador y subdirector de la revista Forum desde 1993, y publicó artículos en varios periódicos y revistas de circulación nacional, como Proceso, Generación, Mira, Contralínea, Jus-Semper de la Barra Nacional de Abogados Juristas; El Grito de los Derechos Humanos, Corre la Voz, Reforma, El Norte, El Universal y el Norte de Ciudad Juárez, y también en revistas electrónicas como Rebelión y en Defensa de la Humanidad.[cita requerida]
Colaboró en el libro Las raíces borbónicas del Estado mexicano y escribió el prólogo de Siempre cerca, siempre lejos: Las Fuerzas Armadas en México.

## Premios y reconocimientos
José Francisco Rodríguez Gallardo recibió los siguientes reconocimientos:
- Adoptado como Preso de Conciencia por Amnistía Internacional en 1997.[13]
- V Premio Nacional de Derechos Humanos “Don Sergio Méndez Arceo”, en 1997;[14]
- Premio Internacional “Freedom to Write” por defensa de la libertad de expresión, otorgado por la organización mundial de escritores PEN Internacional en Los Ángeles, California en 2000;[15]
- “Medalla Roque Dalton”, otorgada por el Consejo de Cooperación con la Cultura y la Ciencia en el Salvador en 2001;[15]
- “El Ombudsman Militar en Prisión”, otorgado por el Consejo Nacional de ONG’s en el 52.º Aniversario de la Declaración Universal de Derechos Humanos en 2001;[15]
- Reconocimiento de Amnistía Internacional (AIUSA) como “Defensor de Derechos Humanos”, en 2001.[15]